# 夏威夷神廟

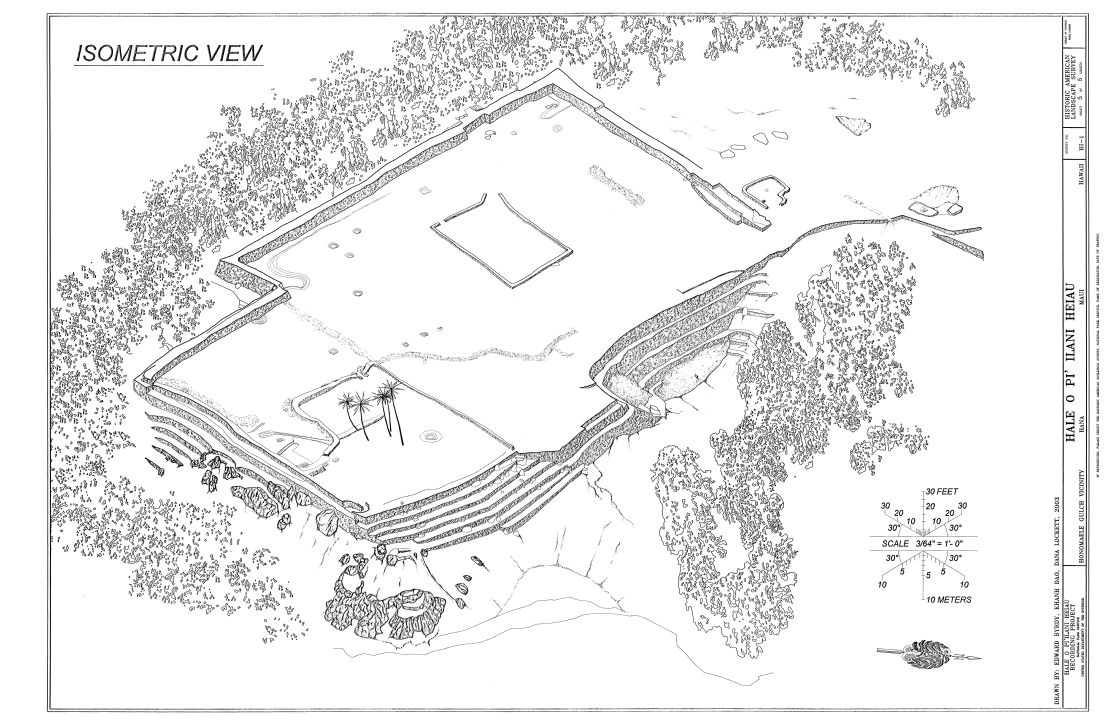
茂宜島哈納附近的奧匹伊拉尼神廟（Hale O Pi'ilani Heiau）

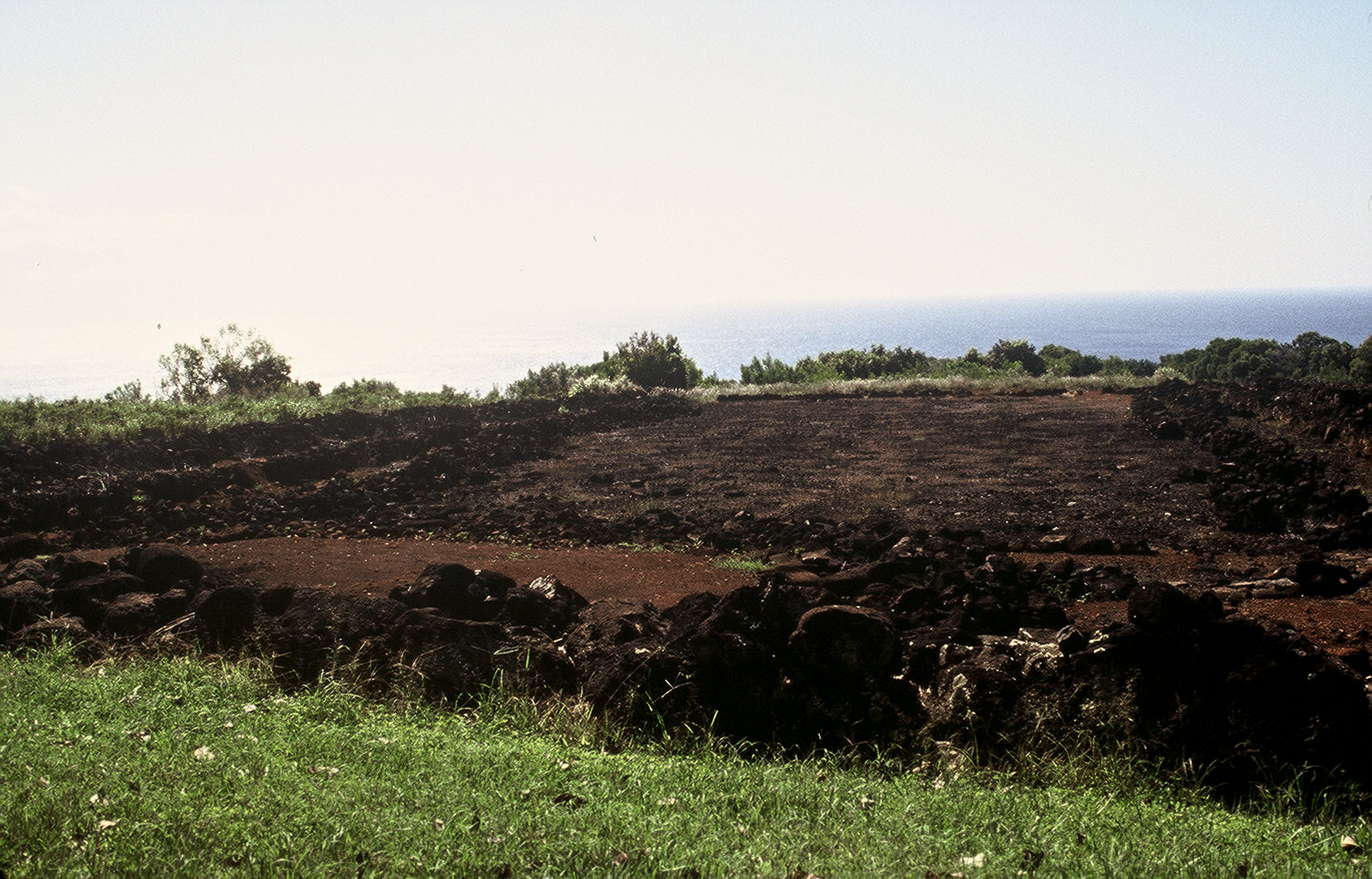
普烏奧瑪乎卡神廟（Pu'u O Mahuka）

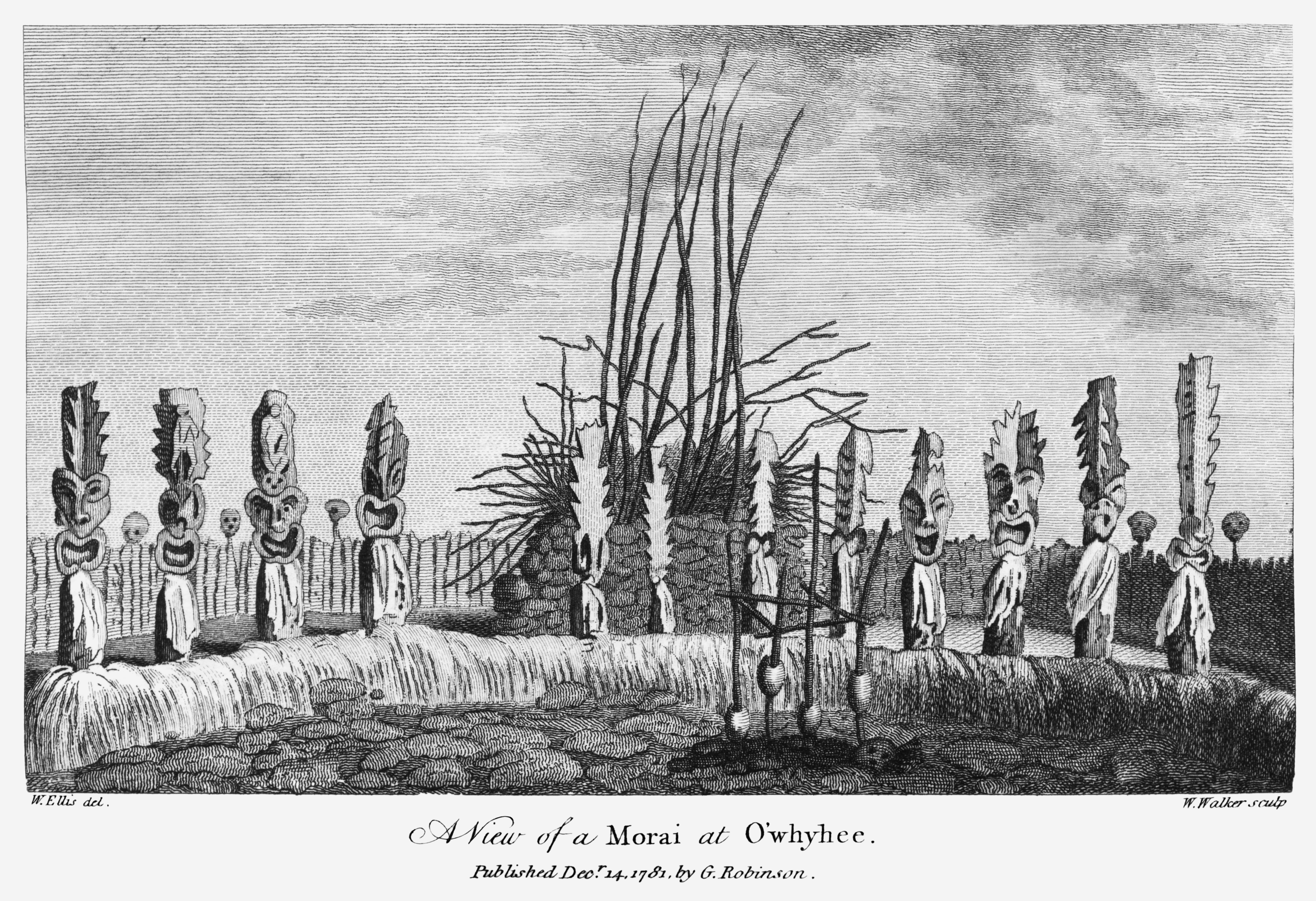
威廉·埃利斯（William Ellis）於詹姆斯·庫克的第三次航行期間，在凱阿拉凱夸灣所繪製的夏威夷神廟插圖。

夏威夷神廟(heiau) ，又譯海奧，指的是一種美國夏威夷州傳統的建築樣式。
海奧因用途及地理位置不同而異，從基本的土地鋪陳到複雜的石造平台都有。 神廟的功能涵蓋醫治病人（霍奧拉神廟（hōʻola））、奉獻初收水果、奉獻初撈漁獲、祈雨、止雨、增加人口、祈求民族健全、祈求長遠旅途成功、達成和平和祈求戰爭勝利（即盧瓦契尼神廟（luakini））。
只有盧瓦契尼神廟會舉行活人獻祭。  盧瓦契尼神廟又分為奧希阿柯（ʻohiʻa ko）和哈庫奧希阿（hakuʻohiʻa）兩種類型。
在1819年夏威夷傳統宗教的廢止及1820年到來的基督教傳教士施壓下，許多神廟被蓄意摧毀，其他則年久失修。許多夏威夷居民仍然相信神廟的神聖性，另外有些神廟則不對外開放。早期，只有首領和祭司才被允許進入其中一些神廟。有些夏威夷民間傳說將神廟視為傳奇矮人夜靈的傑作 。 一些神廟外觀已經完全修復並成為現代旅遊景點。

## 建築
夏威夷神殿根據其用途而有不同外形，從簡單的石頭標記到巨型石造平台，兩者皆為活人獻祭所用。神廟外形為長方形、正方形或圓形。神廟可建於山坡、峭壁、高地、峽谷和海岸邊，有些漁廟（koʻa）則是建於水平面下。神廟的大小不一，大神廟由知名人士所建，小神廟則出自平民之手。
美國傳教士希蘭．賓罕（Hiram Bingham）曾經描述他在茂納凱亞火山和華利來火山之間旅行時所見到的神廟：由成堆火山岩所建成，邊長30公尺的正方形，高2.5公尺，寬 1.3公尺，一道門廊穿越北牆中部，八座火山岩金字塔環繞神廟外圍，每個直徑3.7公尺，高4.6公尺。

## 神廟種類
盧瓦契尼·波奧卡那卡（luakini poʻokanaka）為大型神廟，只有島嶼或行政區（moku）的最高首領能使用這類神廟，其他首領或平民若建築此種神廟會被視為不忠。這類神廟位於海岸、內陸或是山邊。歐胡島上最大的神廟是普烏奧瑪乎卡（Puʻu o Mahuka），面積達二公頃。

## 保存遺址
最常保存的神廟是晚期所建造的戰神廟，例如普烏柯霍拉神廟國家歷史遺址（Pu'ukohola Heiau National Historic Site）。這些神廟是在一個巨型石造平台上加蓋數座建物而成，該建物為祭司提供居所，也存放聖鼓、聖物和這座廟宇所供奉神明的偶像。神廟中另外也有獻祭植物、動物或活人用途的祭壇（Ahu）。神廟是神聖的領域，只有祭司（kahuna）和部分神聖首領（ali'i）可以進入。
目前所知最大的神廟為奧匹伊拉尼神廟（O Pi'ilani），位於茂宜島的哈納，面積三公頃（12000平方公尺），圍牆殘垣高15公尺。這座神廟的歷史可回溯至十三世紀，是獻給匹伊拉尼（Pi'ilani）首領的神廟。
農業神廟通稱哈雷奧洛諾（Hale-o-Lono），意謂豐收之神，現今可在歐胡島的馬卡哈和夏威夷凱見到。卡內阿契神廟（Kaneaki）建於十七世紀，內有供祈禱和靜坐之用的草頂屋。
柯艾瓦醫療神廟（Keaiwa，「神秘」之意）的遺跡坐落於艾亞柯艾瓦州立公園的入口處。
夏威夷島南科納區的普烏霍努瓦奧霍瑙瑙（Puʻuhonua o Honaunau）是一處避難所，內有一神廟建築。
因為神廟建址的地位神聖，橫跨世代的居民為原本建築進行擴充也就不足為奇。神廟的功能也可能隨時間改變，例如歐胡島凱盧阿的烏魯波神廟（Ulupo），相傳是很久以前由夜靈所建，一開始據說是農業神廟，後來改為活人祭祀廟。

## 神廟的毀壞
卡普（kapu，禁忌之意）制度在1819年由卡美哈梅哈二世所廢除，該禁令也終止神廟作為崇拜和祭祀場所的功能。緊接而來的是破戒時期（'Ai Noa，自由飲食之意）。1820年，傳教士抵達夏威夷，多數統治者也皈依基督教，其中包括加休曼努太后和克沃普奧拉尼太后。
加休曼努費時11年才公布禁止傳統宗教活動的法令，所有神廟因此被遺棄，大多數後來亦被摧毀，經常是先將建築分解後再埋入土中，以便將原址改為甘蔗耕地。儘管如此，一些負責看管神廟的家族仍延續著傳統的職守。

## 神廟列表
夏威夷島

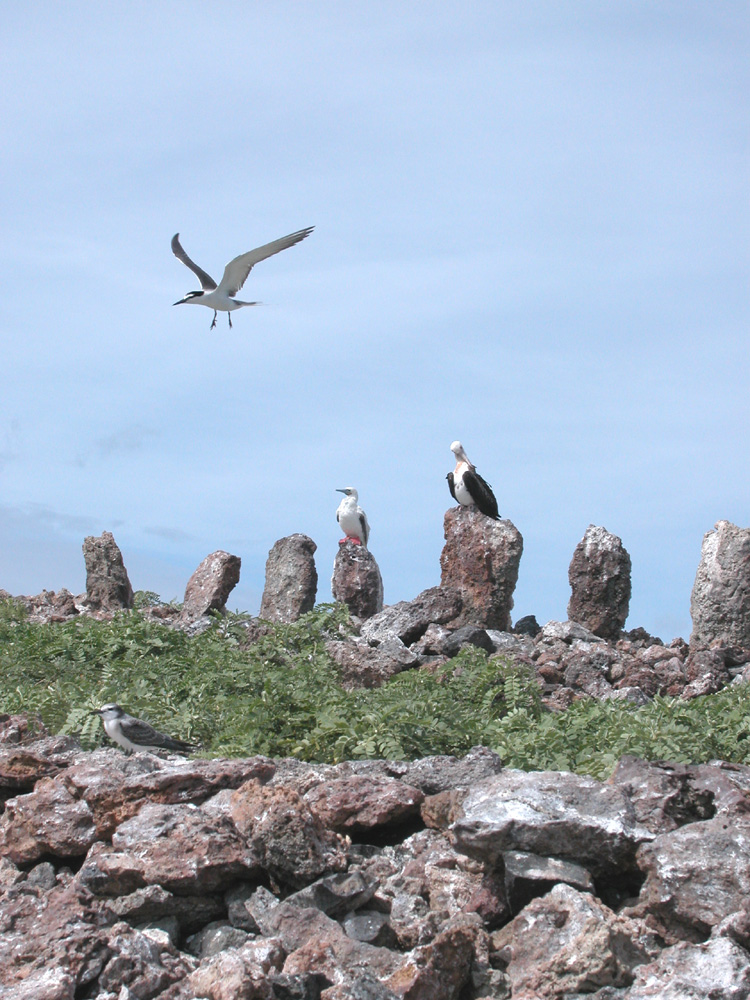
夏威夷西北群島內克爾島上的神廟莫庫瑪納瑪納（Mokumanamana）

- 普烏柯霍拉神廟（Puʻukoholā Heiau）
- 莫奧契尼神廟（Moʻokini Heiau）
- 阿胡埃納神廟（ʻAhuʻena Heiau）
- 美勒契尼神廟（Mailekini Heiau）
- 哈雷奧卡普尼神廟（Hale o Kapuni Heiau）

茂宜島
- 洛阿洛阿神廟（Loaloa Heiau）
- 哈雷奧匹伊拉尼神廟（Hale O Piʻilani Heiau）
- 哈雷契伊—皮哈納神廟國家古蹟（Haleki'i-Pihana Heiau State Monument）

摩洛凱島
- 伊利伊利奧佩神廟（'Ili'ili'ōpae Heiau）

歐胡島
- 烏魯波神廟（Ulupo Heiau）
- 霍奧洛諾帕胡神廟（Hoʻolonopahu Heiau）
- 卡內阿契神廟（Kaneʻaki Heiau）
- 帕乎瓦神廟（Pahua Heiau）
- 哈雷奧帕帕神廟（Hale O Papa，「哈拉瓦的地母神廟」）
- 柯艾瓦神廟（Keaiwa Heiau）
- 普烏奧瑪乎卡神廟（Puʻu o Mahuka Heiau）

考艾島
- 韋魯阿河州立公園（Wailua River State Park）
- 考魯帕瓦胡拉神廟（Kaulu Paoa Hula Heiau）
- 考魯奧拉卡胡拉神廟（Kaulu-o-Laka Hula Heiau）

尼豪島
- 考瓦哈神廟（Kauwaha Heiau）
- 帕豪神廟（Pahau Heiau）
- 普奧神廟（Pueo Heiau）
- 考努波烏神廟（Kaunupou Heiau）
- 考努阿普瓦神廟（Kaunuapua Heiau）
- 普希烏拉神廟（Puhi Ula Heiau）

## 其他條目
- marae

## 延伸閱讀
- Pukui, Mary Kawena; Samuel Hoyt Elbert.  Revised. Honolulu: University of Hawaii Press. 1986 [1957]. ISBN 0-8248-0703-0.
- Isabella Aiona Abbott. . Honolulu: Bishop Museum Press. 1992. ISBN 0-930897-62-5.
- Te Rangi Hīroa. . Arts and Crafts of Hawaii, No. 45 XI. Honolulu: Bishop Museum Press. 1957. ISBN 0-910240-34-5.